# Micromelalopha elachista
Micromelalopha elachista är en fjärilsart som beskrevs av West. 1932. Micromelalopha elachista ingår i släktet Micromelalopha och familjen tandspinnare. Inga underarter finns listade i Catalogue of Life.